# Langemark-Poelkapelle
Langemark-Poelkapelle este o comună neerlandofonă situată în provincia Flandra de Vest, regiunea Flandra din Belgia. La 1 ianuarie 2008 avea o populație totală de 7.792 locuitori. 

## Geografie
Comuna actuală Langemark-Poelkapelle a fost formată în urma unei reorganizări teritoriale în anul 1977, prin înglobarea într-o singură entitate a ??? comune învecinate. Suprafața totală a comunei este de 52,53 km². Comuna este subdivizată în secțiuni, ce corespund aproximativ cu fostele comune de dinainte de 1977. Acestea sunt:
| - I. Langemark - IV. Madonna - V. Sint-Juliaan - II. Poelkapelle - III. Bikschote |

Localitățile limitrofe sunt:
| - Comuna Ypres: - a. Ypres - b. Sint-Jan - c. Boezinge - d. Zuidschote - Comuna Lo-Reninge: - e. Noordschote - Comuna Houthulst: - f. Merkem - g. Houthulst - Comuna Staden: - h. Staden - i. Westrozebeke - Comuna Zonnebeke: - j. Passendale - k. Zonnebeke |

1. ↑  Crossroad Bank of Enterprises, accesat în 23 iulie 2023